# Flugplatz Winzeln-Schramberg

i7
i11
i13
Der Sonderlandeplatz Winzeln-Schramberg (ICAO-Code: EDTW) liegt zwischen den Ortschaften Aichhalden, Rötenberg, Heiligenbronn und Winzeln in Baden-Württemberg.
Der Flugplatz hat keine festgelegten Betriebszeiten (PPR), der Tower ist meist am Wochenende besetzt.
Betrieben wird der Flugplatz vom Luftsportverein Schwarzwald e. V.

## Geschichte
Der Flugplatz erhielt 1972 die Erlaubnis für den Motorflugbetrieb, woraufhin 1978 eine Asphaltbahn in Eigenarbeit des LSV Schwarzwald e. V. gebaut wurde.

## Deutsche Meisterschaften
Vom 24. Mai 2009 bis 6. Juni 2009 fanden auf dem Flugplatz Winzeln-Schramberg die Deutschen Segelflugmeisterschaften der Clubklasse 2009 statt.